# Осиново (Никольский район)
Осиново — деревня в Никольском районе Вологодской области.
Входит в состав Краснополянского сельского поселения (с 1 января 2006 года по 1 апреля 2013 года была центром Осиновского сельского поселения), с точки зрения административно-территориального деления — центр Осиновского сельсовета.
Расстояние до районного центра Никольска по автодороге — 10 км. Ближайшие населённые пункты — Малиновка, Подосиновец, Левобережный.
По переписи 2002 года население — 309 человек (159 мужчин, 150 женщин). Всё население — русские.